# Liste der Naturdenkmale im Regionalverband Saarbrücken
Die Liste der Naturdenkmale im Regionalverband Saarbrücken nennt die Listen der im Regionalverband Saarbrücken gelegenen Naturdenkmale.
| Ort                   | Liste                                            |
| --------------------- | ------------------------------------------------ |
| Friedrichsthal (Saar) | Liste der Naturdenkmale in Friedrichsthal (Saar) |
| Großrosseln           | Liste der Naturdenkmale in Großrosseln           |
| Heusweiler            | Liste der Naturdenkmale in Heusweiler            |
| Kleinblittersdorf     | Liste der Naturdenkmale in Kleinblittersdorf     |
| Püttlingen            | Liste der Naturdenkmale in Püttlingen            |
| Quierschied           | Liste der Naturdenkmale in Quierschied           |
| Riegelsberg           | Liste der Naturdenkmale in Riegelsberg           |
| Saarbrücken           | Liste der Naturdenkmale in Saarbrücken           |
| Sulzbach/Saar         | Liste der Naturdenkmale in Sulzbach/Saar         |
| Völklingen            | Liste der Naturdenkmale in Völklingen            |